# Alphonsus de Guimaraens
Afonso Henrique da Costa Guimarães (Ouro Preto, 24 de julho de 1870 – Mariana, 15 de julho de 1921), mais conhecido como Alphonsus de Guimaraens, foi um poeta brasileiro, considerado um dos principais representantes do simbolismo no Brasil. Seus poemas versavam de maneira obsessiva a morte da mulher amada e apresentavam um ritmo melódico e um misticismo católico, com influências barrocas, românticas e decadentistas.
Sua obra, predominantemente poética, consagrou-o como um dos principais autores simbolistas do Brasil. Traduziu também poetas como Stéphane Mallarmé, em referência à cidade em que passou parte de sua vida, é também chamado de "o solitário de Mariana", a sua "torre de marfim do Simbolismo".

## Biografia

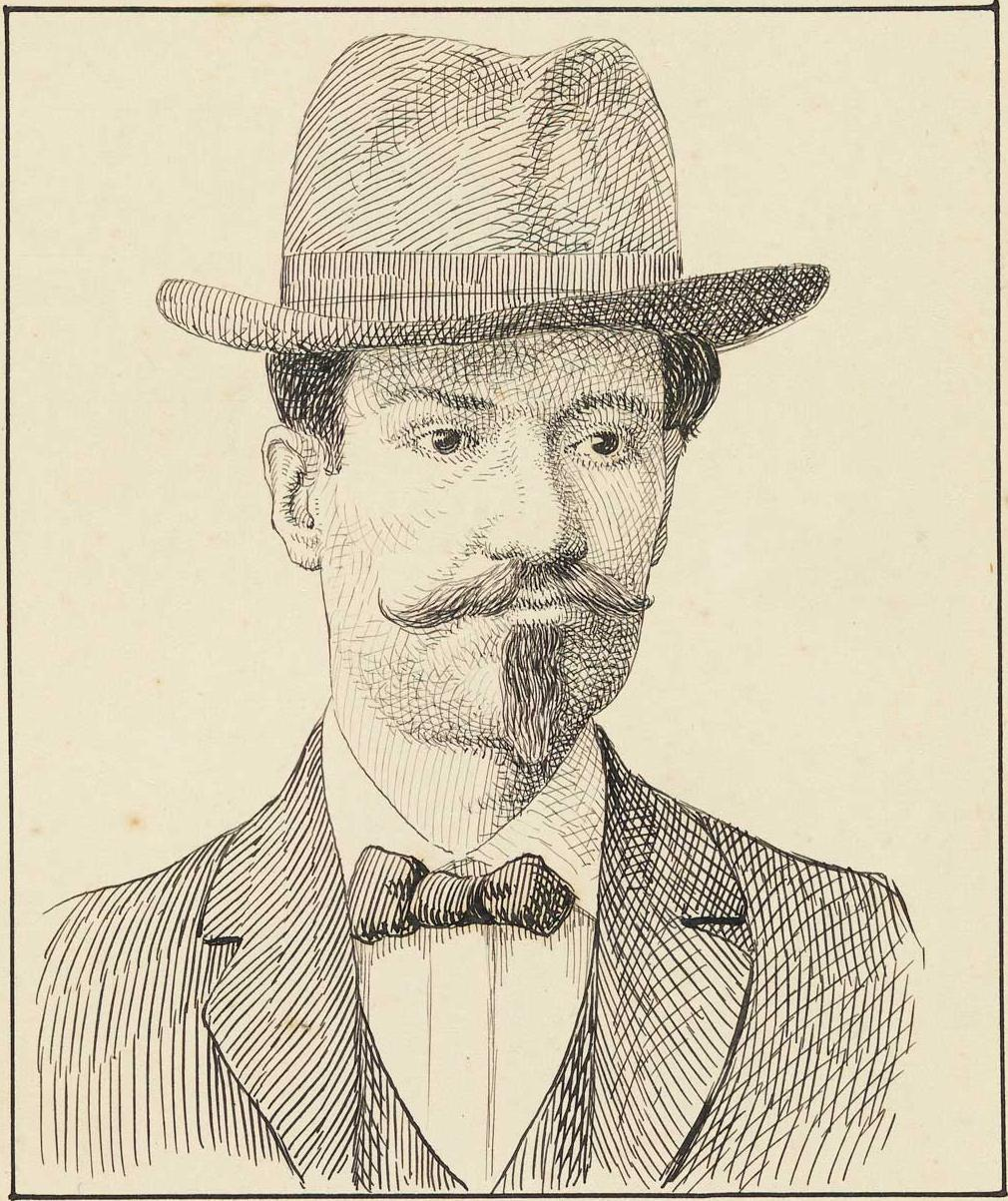
Alphonsus de Guimarães.

Alphonsus de Guimaraens era filho de Albino da Costa Guimarães, comerciante nascido em Cepães, Braga, Portugal,  e de Francisca de Paula Guimarães Alvim, sobrinha do poeta Bernardo Guimarães, portanto, era sobrinho-neto de Bernardo.
Matriculou-se, em 1887, na Faculdade de Engenharia. Perdeu prematuramente (1889) a prima e noiva Constança, filha de Bernardo Guimarães, o que o abalou moral e fisicamente.
Foi, em 1890, para São Paulo, onde ingressou na Faculdade de Direito do Largo São Francisco, compondo a turma 64, que colou grau em 1895. Em São Paulo, colaborou na imprensa e frequentou a Vila Kyrial, de José de Freitas Vale, onde se reuniam os jovens simbolistas. Em 1895, no Rio de Janeiro, conheceu Cruz e Souza, poeta a quem já admirava e de quem se tornou amigo pessoal. Também foi juiz-substituto e promotor em Conceição do Serro, hoje Conceição do Mato Dentro, MG. No ano de 1897, casou-se com Zenaide de Oliveira. Posteriormente, em 1899, estreou na literatura com dois volumes de versos: Setenário das dores de Nossa Senhora e Câmara Ardente, e Dona Mística, ambos de nítida inspiração simbolista.
Em 1900, passou a exercer a função de jornalista, colaborando em A Gazeta, de São Paulo. Em 1902, publicou Kyriale, sob o pseudônimo de Alphonsus de Guimaraens; obra que o projetou no universo literário, obtendo assim reconhecimento, ainda que restrito de alguns raros críticos e de amigos mais próximos. Em 1903, os cargos de juízes-substitutos foram suprimidos pelo governo do estado de Minas Gerais. Consequentemente, Alphonsus perdeu também seu cargo de juiz, o que o levou a graves dificuldades financeiras.
Após recusar um posto de destaque no jornal A Gazeta, Alphonsus foi nomeado para a direção do jornal político Conceição do Serro, onde também colaborariam seu irmão, o poeta Archangelus de Guimaraens, Cruz e Souza e José Severino de Resende. Em 1906, tornou-se juiz municipal de Mariana, MG, para onde se transferiu com sua esposa Zenaide de Oliveira, com quem teve 15 filhos, dois dos quais também escritores: João Alphonsus (1901–1944) e Alphonsus de Guimaraens Filho (1918–2008).
Devido ao período que viveu em Mariana, ficou conhecido como "O Solitário de Mariana", apesar de ter vivido lá com a mulher e com seus filhos. O apelido lhe foi dado devido ao isolamento completo em que viveu. Sua vida, nessa época, passou a ser dedicada basicamente às atividades de juiz e à elaboração de sua obra poética.

## Homenagem
O poeta Carlos Drummond de Andrade homenageou Alphonsus em seu centenário em 1970, com o poema "Luar para Alphonsus", na segunda edição do livro de poesias e crônicas chamado "Versiprosa", em 1973.
Em 1987 foi inaugurado em Mariana o Museu Casa Alphonsus de Guimaraens. O Museu está instalado na casa em que o escritor viveu com a família no período de 1913 a 1921. Localizado no centro histórico da cidade, o imóvel apresenta características das construções de estilo colonial, dentro dos padrões estéticos do fim do século XVIII até o início do século XIX, com dois pavimentos e um quintal, por onde se distribuem os espaços expositivos, educativos, áreas de pesquisa, de administração e de convivência do Museu.
Na mesma cidade há também uma rua com seu nome, situada entre a ponte de areia e a ponte de tabuas - que também recebe seu nome.
O rapper Emicida, em 2019, lançou uma música inspirada no maior poema do autor, "Ismália". A música é uma parceria com Larissa Luz e Fernanda Montenegro, que recita o texto no final da canção.

## Principais obras
- Septenário das dores de Nossa Senhora, poesia (1899)[1]
- Câmara Ardente, poesia (1899)[1]
- Dona Mystica, poesia (1899)[1]
- Kiriale, poesia (1902)[1]
- Mendigos, prosa (1920) [1]

### Póstumas
- Pastoral aos crentes do amor e da morte[1]
- Escada de Jacó
- Pulvis
- Salmos
- Poesias
- Jesus
- Alphonsus